# Eremoides bicristatus
Eremoides bicristatus is een insect uit de familie van de vlinderhaften (Ascalaphidae), die tot de orde netvleugeligen (Neuroptera) behoort. 
Eremoides bicristatus is voor het eerst wetenschappelijk beschreven door Banks in 1924.